# 金线侧褶蛙
金线侧褶蛙（学名：Pelophylax plancyi），又名金線蛙，为蛙科侧褶蛙属的两栖动物。分布于台湾以及中国大陆的河北、山西、山东、江苏、浙江、安徽、福建、江西、河南、湖南等地。该物种的模式产地在北京。

## 亚种
- 金线侧褶蛙指名亚种（学名：Pelophylax plancyi plancyi），Lataste于1880年命名。在中国大陆，分布于河北、山西、山东、江苏、浙江、安徽、河南、湖南、江西等地。该物种的模式产地在北京。[2]
- 金线侧褶蛙福建亚种（学名：Pelophylax plancyi fukienensis），Pope于1929年命名。分布于台湾以及中国大陆的福建、江西等地，主要生活于稻田以及藕塘及其附近。该物种的模式产地在福建福清。[3]